# Lactococcus lactis
Lactococcus lactis, dawniej Streptococcus lactis – gram-dodatnie bakterie mlekowe, mikroorganizmy efektywne powodujące fermentację mlekową, w wyniku której cukry proste rozkładane są na kwas mlekowy. Ich naturalnym środowiskiem jest układ trawienny człowieka (przełyk). Znajdują się w różnych produktach spożywczych, np. kwasie chlebowym, serach i jogurtach.